# Commonwealth Fusion Systems
A Commonwealth Fusion Systems (CFS) é uma empresa norte-americana fundada em 2018 com o objetivo de construir uma usina de fusão compacta baseada no conceito de usina ARC tokamak. A empresa está sediada em Cambridge, Massachusetts, e é um spin-off do Massachusetts Institute of Technology (MIT). A CFS participou do esquema de inovação de conhecimento público-privado INFUSE do Departamento de Energia dos Estados Unidos, com vários laboratórios e universidades nacionais.

## História
A CFS foi fundada em 2018 como um spin-off do Plasma Science and Fusion Center do MIT. Após o financiamento inicial de US$50 milhões em 2018 da multinacional italiana Eni, a CFS encerrou sua série A de financiamento de capital de risco em 2019 com um total de US$115 milhões em financiamento da Eni, o Breakthrough Energy Ventures de Bill Gates, Khosla Ventures de Vinod Khosla e outros. A CFS levantou US$84 milhões adicionais em financiamento da série A2 da Temasek de Cingapura, da Equinor da Noruega e da Devonshire Investors, bem como de investidores anteriores. Em outubro de 2020, a CFS tinha aproximadamente 100 funcionários.
Em setembro de 2020, a empresa relatou progressos significativos no projeto de física e engenharia do tokamak SPARC, e em outubro de 2020, o desenvolvimento de um novo cabo supercondutor de alta temperatura, chamado VIPER.
Em março de 2021, a CFS anunciou planos para construir uma sede, fabricação e campus de pesquisa (incluindo o SPARC tokamak), em Devens, Massachusetts, uma hora a oeste de Boston, fora da Rota 2. Também em 2021, o CEO Bob Mumgaard foi nomeado para o conselho de administração da Fusion Industry Association, que foi constituída como uma associação sem fins lucrativos com foco no combate às mudanças climáticas.
Em setembro de 2021, a empresa anunciou a demonstração de um ímã supercondutor de alta temperatura, capaz de gerar campos magnéticos de 20 Tesla. De acordo com o New York Times, este foi um teste bem sucedido de "... a versão mais poderosa do mundo do tipo de ímã crucial para muitos esforços de fusão..."
Em novembro de 2021, a empresa levantou mais US$1,8 bilhão em financiamento da Série B para construir e operar o tokamak SPARC.

## Tecnologia
A CFS planeja se concentrar em provar novas tecnologias de ímãs supercondutores de alta temperatura com óxido de ítrio e bário. A empresa demonstrou com sucesso um ímã de grande diâmetro e alto campo (20 Tesla) em setembro de 2021.

O cabo VIPER da empresa pode sustentar correntes elétricas e campos magnéticos mais altos do que era possível anteriormente.